# Chrysodema vanderraadi
Chrysodema vanderraadi es una especie de escarabajo del género Chrysodema, familia Buprestidae. Fue descrita científicamente por Hulstaert en 1923.